# Gastrolite

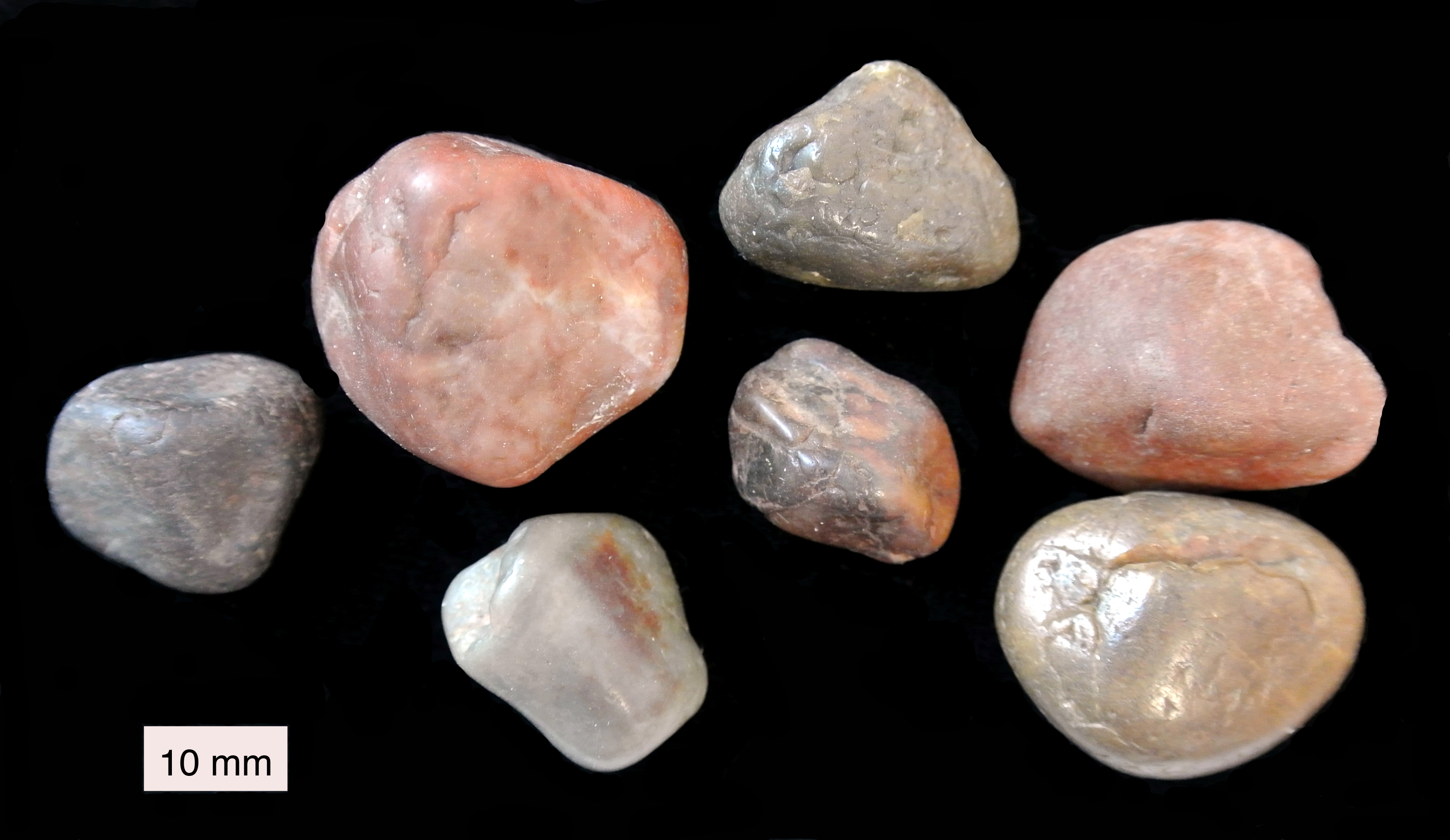

I gastroliti (dal greco γαστήρ, gaster, stomaco, e λίθος, lithos, pietra) sono pietre che vengono inglobate nel tratto digestivo di un animale. Tra i vertebrati viventi, i gastroliti sono comuni tra gli uccelli erbivori, i coccodrilli e le foche. Alcuni animali estinti, come i dinosauri sauropodi, sembrerebbero aver usato gastroliti per macinare piante dure nello stomaco. Animali acquatici, come i plesiosauri, potrebbero aver utilizzato i gastroliti per aiutare a bilanciarsi e a regolare il loro nuoto, come fanno anche i coccodrilli. Maggiori ricerche sono necessarie per capire la funzione delle pietre negli animali acquatici. Mentre alcuni gastroliti fossili sono arrotondati e levigati, molte pietre ritrovate in uccelli attuali non sono levigate affatto. I gastroliti ritrovati in associazione con resti di dinosauri possono pesare svariati chilogrammi. Pietre inghiottite dagli struzzi possono raggiungere la lunghezza di oltre dieci centimetri.

## Prove fossili
I geologi di solito richiedono alcune prove prima di accettare il fatto che una roccia sia stata usata da un dinosauro per aiutare la sua digestione. Per prima cosa, la pietra deve essere dissimile dalle altre rocce nella sua vicinanza geologica. In secondo luogo, la pietra dovrebbe essere arrotondata e levigata, dal momento che dentro uno stomaco di un dinosauro ogni effettivo gastrolite avrebbe agito contro le altre pietre e il materiale fibroso come un levigatore naturale. In ultimo, la pietra deve essere stata ritrovata in associazione con le ossa del dinosauro che l'ha ingerita. È quest'ultimo criterio che causa incertezze nella classificazione, dal momento che pietre arrotondate trovate senza contesto possono essere catalogate (possibilmente in modo erroneo, in alcuni casi) come pietre levigate da acqua o vento.

## Distinzione dalle pietre levigate
I gastroliti possono essere distinti da rocce arrotondate da correnti grazie ad alcuni criteri: i gastroliti sono altamente lucidati sulle superfici più alte, mentre nelle depressioni o nelle piccole crepe non lo sono per nulla, rendendosi spesso simili a denti danneggiati. Le rocce danneggiate da correnti, in particolare in ambienti di alto impatto, mostrano minore levigatura sulle superfici alte, spesso con molti piccoli buchi o rotture su queste superfici. Infine, i gastroliti altamente levigati spesso mostrano lunghi graffi microscopici, presumibilmente causati dal contatto con un angolo aguzzo di una pietra ingerita da poco. Dal momento che la maggior parte dei gastroliti si sono sparsi quando l'animale è morto, e molti di essi sono entrati a far parte di un ambiente di corrente o di spiaggia, alcuni gastroliti mostrano una mescolanza di queste caratteristiche. Altri sono indubbiamente stati inghiottiti da altri dinosauri, e gastroliti altamente levigati potrebbero essere stati ripetutamente inghiottiti.

## Esempi di gastroliti fossili
Uno scheletro di Psittacosaurus, proveniente dalla formazione Ondai Sair (Cretacico inferiore della Mongolia) mostra una collezione di circa quaranta gastroliti all'interno della cassa toracica, tra le spalle e la pelvi. 
La Cedar Mountain Formation del Cretacico inferiore dello Utah centrale è piena di selci bianche e rosse altamente levigate che potrebbero in parte rappresentare gastroliti. È interessante notare che le selci potrebbero esse stesse contenere fossili di antichi animali, come coralli. Queste pietre non sembrano essere associate con depositi di correnti e sono raramente più grandi di un pugno, il che è in accordo con l'idea che potrebbero essere gastroliti. I gastroliti sono spesso chiamati "pietre della Morrison" perché sono spesso trovati nella Morrison Formation (chiamata così dalla città di Morrison, Colorado), una formazione del tardo Giurassico di circa 150 milioni di anni fa. Alcuni gastroliti sono formati da legno pietrificato.

## Importanza dei gastroliti
I paleontologi stanno ricercando nuovi metodi per identificare i gastroliti trovati non in associazione con resti di animali, a causa delle importanti informazioni che possono fornire. Se la validità di gastroliti simili può essere verificata, potrebbe essere possibile tracciare un percorso delle rocce gastroliti fino alle loro origini. Questo potrebbe portare importanti informazioni riguardo a possibili migrazioni di dinosauri. A causa del fatto che il numero di gastroliti è ampio, queste pietre potrebbero offrire nuovi punti di vista sulla vita e il comportamento dei dinosauri.